# 加尔巴尼亚泰米拉内塞
加尔巴尼亚泰米拉内塞（義大利語：Garbagnate Milanese），是意大利米兰省的一个市镇。总面积8.8平方公里，人口26907人，人口密度3057.6人/平方公里（2009年）。国家统计（ISTAT）代码为015105。